# Bibliographie sur les échecs
Cette page présente les principaux ouvrages parlant du jeu d'échecs.

## Bibliographie générale

### Ouvrages généraux
- (la) Manuscrit dit Bonus Socius, c. 1266.
- (nl) Catalogue de la collection d'Antonius van der Linde, Meindert Nieimeijer et G.L. Gortmans à la National library of the Netherlands (Koninklijke Bibliotheek), La HayeCette collection partiellement ouverte au public comporte près de 30 000 ouvrages sur les échecs et le jeu de dames.
- (en) Catalogue de la collection John G. White, Cleveland Public Library.
- (en) Graham Burgess (préf. John Nunn), The Mammoth Book of Chess : Tactics and strategy - 900 illustrations - great games - test positions - openings, Londres, Robinson Publishing Ltd, 1997 (1re éd. 1997), 538 p. (ISBN 978-1-85487-509-9)
- (en) Alex Dunne, Great Chess Books of the Twentieth Century in English, McFarland & Co. Inc., 2005, 208 p. (ISBN 978-0-7864-2207-4).
- Jean Gay, Bibliographie anecdotique du jeu des échecs, Paris, Jules Gay Éditeur, 1864, 299 p.
- Nicolas Giffard et Alain Biénabe, Le Guide des échecs : traité complet, Paris, Robert Laffont, coll. « Bouquins », mars 1993 (1re éd. 1993), 1592 p. (ISBN 978-2-221-05913-5)Le livre de référence le plus complet à son époque.
- Nicolas Giffard et Alain Biénabe, Le nouveau guide des échecs : traité complet, Paris, Robert Laffont, coll. « Bouquins », octobre 2009, 1701 p. (ISBN 978-2-221-11013-3)Version mise à jour du livre précédent.
- (en) David Hooper et Kenneth Whyld, The Oxford Companion to Chess, Oxford, Oxford University Press, octobre 1996, 492 p. (ISBN 978-0-19-280049-7).
- François Le Lionnais et Ernst Maget, Dictionnaire des Échecs, Paris, Presses universitaires de France, 1974.

### Ouvrages techniques et spécialisés

#### Sur l'histoire du jeu et les personnalités du monde des échecs
- (en) Max Euwe et John Nunn, The development of chess style, B.T. Batsford, 1997 (1re éd. 1968), 224 p. (ISBN 978-0-7134-8167-9).
- José Raúl Capablanca (trad. Pascal Golay), Ma Carrière échiquéenne [« My Chess Career »], BoD, août 2016 (1re éd. 1920), 255 p. (ISBN 978-2-322-09661-9).
- (en) Jeremy Gaige, Chess Personalia : A Bibibliography, McFarland & Co. Inc., juin 2005 (1re éd. 1997), 527 p. (ISBN 978-0-7864-2353-8).
- (en) Garry Kasparov, My Great Predecessors : Steinitz, Lasker, Capablanca, Alekhine (Part I), Everyman Chess, août 2003 (1re éd. 2003), 464 p. (ISBN 978-1-85744-330-1).
- (en) Garry Kasparov, My Great Predecessors : Euwe, Botvinnik, Smyslov, Tal (Part II), Everyman Chess, janvier 2004 (1re éd. 2004), 480 p. (ISBN 978-1-85744-342-4).
- (en) Garry Kasparov, My Great Predecessors : Petrosian, Spassky (Part III), Everyman Chess, novembre 2004 (1re éd. 2004), 330 p. (ISBN 978-1-85744-371-4).
- (en) Garry Kasparov, My Great Predecessors : Fischer (Part IV), Everyman Chess, janvier 2005 (1re éd. 2005), 496 p. (ISBN 978-1-85744-395-0).
- (en) Garry Kasparov, My Great Predecessors : Korchnoï, Karpov (Part V), Everyman Chess, mars 2006 (1re éd. 2006), 480 p. (ISBN 978-1-85744-404-9).
- (en) H. J. R. Murray, A History of Chess (en), Northampton, Benjamin Press, 1985 (1re éd. 1913) (ISBN 0-19-827403-3).
- (en) Fred Reinfeld, The human side of chess : The great chess masters and their games, Ishi Press, mars 2013 (1re éd. 1952), 316 p. (ISBN 978-4-87187-735-0).
- Richard Réti (trad. de l'allemand par Frank Lohéac-Ammoun), Les Maîtres de l'échiquier, Les Avirons, Olibris, octobre 2011, 191 p. (ISBN 978-2-916340-55-5).

#### Sur le processus de pensée des joueurs
- Alexandre Kotov (trad. Michel Benoit), Pensez comme un grand maître, Payot, mars 2003, 244 p. (ISBN 978-2-228-89718-1)
- Boris Gelfand, La prise de décision aux échecs : Le jeu positionnel [« Positional Decision Making in Chess »], Nice, Le pion passé, 4e trimestre 2016, 327 p. (ISBN 979-10-95350-01-9)
- Boris Gelfand, La prise de décision aux échecs : Le jeu dynamique [« Dynamic Decision Making Chess »], Nice, Le pion passé, 1er trimestre 2017, 323 p. (ISBN 979-10-95350-02-6)

#### Sur les compétitions, tournois et championnats du monde
- (en) Alexandre Alekhine et Hermann Helms, New York International Chess Tournament 1924 : The Race of Champions, Hardinge Simpole Publishing, avril 2004, 288 p. (ISBN 978-1-84382-125-0).
- David Bronstein, L'Art du combat aux échecs : Tournoi des candidats de Zurich en 1953. Payot
- (en) Bernard Cafferty et Mark Taimanov, The Soviet Championships, Cadogan Chess, mars 1998, 226 p. (ISBN 978-1-85744-201-4).
- (en) Bobby Fischer et Larry Evans, My 60 memorable games, Simon & Schuster, janvier 1969 (réimpr. 2008) (1re éd. 1969), 384 p.
- (en) Garry Kasparov, Garry Kasparov on Modern Chess : Kasparov vs Karpov, vol. 2 (1975-1985), t. 3 (1986-1987), Everyman Chess (no 2 (1975-1985)) (1re éd. 2009).
- (en) Luděk Pachman et A.S. Russell, Decisive Games in Chess History, Everyman Chess, 1987, 258 p. (ISBN 978-0-486-25323-7, présentation en ligne).

### Divers
- Garry Kasparov (trad. de l'anglais), La vie est une partie d'échecs [« How Life Imitates Chess (en) »], Paris, Éditions JC Lattès, octobre 2007, 439 p. (ISBN 978-2-7096-2771-9).

## Œuvres littéraires
- La Défense Loujine
- La Joueuse d'échecs
- Le Gambit des étoiles
- Le Huit
- Le Joueur d'échecs
- Le Tableau du maître flamand
- L'Ultime Secret

## Bibliographie sur lesétudes

### Ouvrages généraux
- (en) John Beasley et Timothy Whitworth, Endgame Magic, Batsford, 1996Une introduction aux études d'échecs.
- Alain Biénabe, Le Guide des échecs : traité complet, Paris, Robert Laffont, coll. « Bouquins », 1993 (1re éd. 1993), 1592 p. (ISBN 978-2-221-05913-5), partie 8, « La composition d'échecs »Présentation complète et didactique des problèmes d'échecs, mais un seul chapitre consacré aux études proprement dites.
- (de) Anatoli Karpow et Jewgeni Gik (trad. Dagobert Kohlmeyer), Schach Studien, Hollfeld, Beyer-Verlag, 1991, 135 p. (ISBN 3-88805-086-3)
- (en) John Nunn, Solving in Style, Gambit, 2002, 248 p.  (ISBN 978-1901983661)Présentation didactique des méthodes de résolution. Est surtout consacré aux problèmes d'échecs ; deux chapitres sont consacrés aux études stricto sensu. Notation algébrique anglaise.
- John Nunn, L'Art des finales : 250 études d'anthologie (traduit par François-Xavier Priour), Montpellier, 2008, Olibris, 330 p.  (ISBN 978-2-916340-22-7)Titre original (en) Endgame Challenge, Gambit, 2002.
- (en) John Roycroft, Test Tube Chess, Faber, 1972Présentation générale des études d'échecs, avec 433 exemples.

### Recueils d'un auteur
- (en) Genrikh Kasparian (trad. A. Krivoviaz, préf. Sam Sloan), Domination in 2,545 Endgame Studies, Ishi Press International, 2007 (1re éd. 1974), 542 p. (ISBN 978-0-923891-87-9 et 0-923891-87-0)Notation algébrique anglaise.
- (en) Genrikh Kasparian, 888 Miniatures Studies, Belgrade, BeoSing, 2010, 384 p. (ISBN 978-86-7686-147-7)
- (en) Jan Timman (trad. Peter Boel, préf. Jan Timman), The Art of the Endgame : My Journeys in the Magical World of Endgame Studies, Alkmaar, New in Chess, 2011 (1re éd. 2011), 269 p. (ISBN 978-90-5691-369-4)
- (en) Alexeï Troitzky (préf. Sam Sloan), Collection of Chess Studies by A. A. Troizky, New York, Ishi Press International, 2006 (1re éd. 1937), 264 p. (ISBN 0-923891-10-2)
- Henri Rinck, 300 fins de partie : 3e édition de « 150 fins de partie », Barcelone, Hijos de Paluzie, 1919, 646 p.

### Divers
- (en) Jan Timman (trad. Kees van Aert), Studies ans Games, Londres, Cadogan, 1996, 192 p. (ISBN 1-85744-126-5).